# Kardos János (evangélikus lelkész)

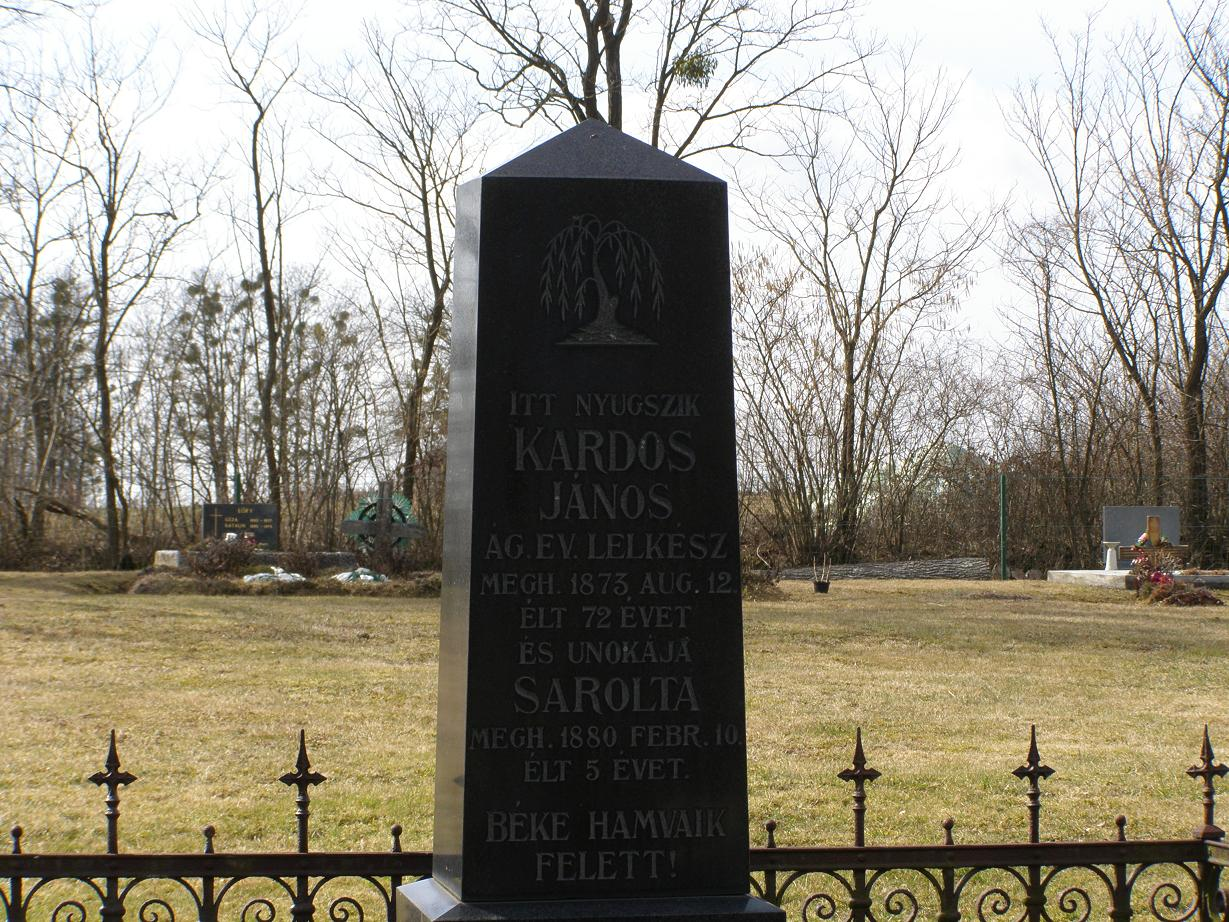
Kardos János és unokája Sarolta közös sírja az őrihodosi régi temetőben

Kardos János (névváltozat: Kardos Keresztelő János, szlovénul: Janoš Kardoš) (Norsincz, 1801. február 13. – Őrihodos, 1873. augusztus 12.) magyar szlovén evangélikus lelkész, műfordító, író.

## Élete és munkája
Vas vármegyei tótsági (ma a Vendvidék) evangélikus családból származott, Kardos György és nemes Kercsmár Magdolna gyermekeként. A lelkészi pályát választva tanult Sopronban, aztán Bécsben. 1830-ban szentelték fel, Szepetneken öt éven át hirdette az igét lelkészként, s a település evangélikus templomához tornyot emeltetett 1832–1834 között, majd 1835-ben került Őrihodosra. A magyarországi szlovén (vend) nyelv kiváló ismerőjeként fordította a Bibliát, valamint Vörösmarty-, Arany- és Petőfi-műveket, énekeskönyveket, ajánlva mindezeket híveinek. 1848-ban kiadott egy újfata vend nyelvű énekeskönyvet, amely alapvető műve a vend nyelvű irodalomnak is és majdnem egy évszázadra meghatározó része lett a protestáns vallási szertartásoknak. Több énekét még ma is éneklik a Muravidéken.
Fáradhatatlanul munkálkodott az evangélikus vallás megtartásán, ezért támogatta híveivel Kossuth Lajost és a vend nem szlovén elmélet hangadóit, akik viszont magyarok voltak. Vele szemben a katolikus szlovének és papi vezetőik a Habsburgokat pártolták.

A kiegyezés után a nemzetiségek elmagyarosítására indult munkálatok a vend nem szlovén elmélet legfőbb hangadói lettek, amellyel gátolni akarták a magyarországi és krajnai szlovének közti kapcsolatok kialakulását. Kardos ezt azért támogatta, mert ebben látta az evangélikus vallás fennmaradását a katolikus közösség közt, ugyanakkor a szlovénség asszimilációját sem kívánta, viszont a teória olyan negatív hatással lett, hogy azt a magyarországi szlovénség később is megsínylette.
1868-ban az új iskolatörvény után ő ültette át az elemi iskolai tankönyveket vendre, ezzel biztosítva azt, hogy a gyerekek a tanintézményekben is anyanyelvüket tanulhassák (ennek a lehetősége szűnt meg 1907-ben). Kardos által írt tankönyveket a magyar oktatásügyi minisztérium hivatalosan elfogadta, ám gyakorlatilag nem sok hasznát vették az iskolákban: Kardos célja a vend és a szlovén nyelv közötti különbségek minél nagyobb kihangsúlyozása volt, ám nem mutatott különösebb nyelvérzéket, mivel nyelvezete igen bonyolult volt és mellőzött mondattani szabályokat, minthogy Kardos túlságosan is a köznyelvre kívánt hagyatkozni. Ráadásul minden szóra külön megfelelőt akart találni, de mindegyik alakra a köznyelv szegényes szókincse révén nem volt képes. A korábbi írók maguk is alkottak szavakat, vagy átvettek más nyelvekből: Kardos viszont az új kifejezéseket többnyire körülírta, ezekből azonban bonyolult és nehezen értelmezhető szóvirágok lettek. Mind a nyelvtan, mind a hanglejtés is igencsak bonyolulttá és nehezen értelmezhetővé vált.
A katolikus tankönyvek, melyeket nem lettek hivatalosan kötelezően használt könyvek, egyszerűbb nyelvezettel és érthetőbben íródottak. Noha terjesztésükhöz a magyar állam nemigen járult hozzá, Kardos könyveivel ellentétben annyira népszerűek voltak, hogy újból kellett nyomtatni őket. Kardos nem volt képes a nyelv változásait követni, ezért idővel már a beszélt nyelv és művei között is szakadék tátongott, és minthogy az evangélikus hívők már nem értették túlzottan ezeket a könyveket a század vége felé egyre erősebb lett bennük ama elképzelés, hogy a magyarokba történő asszimiláció révén oldódhatna meg nyelvi problémájuk az oktatás és a vallás terén. Kardossal szemben realistábbnak mutatkozó Berke János tótkeresztúri lelkész, aki nem volt híve a vend elméleteknek: ő sokkal jobban egyensúlyozott a hagyományos, régi vend nyelv megtartása, a köznyelv és a szlovén nyelv felé való fúzió között.

## Magánélete
Kardos Jánost a korabeli leírások, szerény csendes, ugyanakkor áldozatkész, munkaszerető embernek írják le. Sosem kedvelt a hivalkodást, s takarékosan élt. Egyházközsége fejlődése érdekében nagyon sokat tett, mindazonáltal közismert dohányos volt.
Felesége a szepetneki születésű Bognár Anna magyar volt, akitől Ádám nevű fia született. Felesége 1850-ben elhunyt. Fiát szintén Sopron taníttatta lelkésznek, de az apja elvárásaival ellentétben nem vált buzgó, lelkiismeretes evangélikussá, sőt botrányokat is okozott kicsapongásaival. Mindez nagyon megviselte idősödő apját. Az utolsó csepp az volt a pohárban, amikor feleségül vette apja szolgálóját.
Amikor Kardos meghalt fia Ádám megpróbálta elérni, hogy ő lehessen a hodosi gyülekezet lelkésze, de a sorozatos kilengései miatt a falusiak ehhez nem járultak hozzá. Kardos Ádámot ez annyira feldühítette, hogy mérgében áttért a református hitre.

## Művei
- D. Luther Martina máli kátekismus ali glavni návuk szvéte vere krsztsanszke, 1837 (Luther Márton kis katekizmusa, avagy a szent keresztyén hit fő tana)
- Krátki návuk krsztsansztva, 1837 (A keresztyénség rövid tana)
- Mála historia bibliszka, 1840 (Kis bibliai történet)
- Krsztsanszke czerkevne peszmi, 1848 (Keresztyén egyházi énekek)
- Krsztsanszke mrtvecsne peszmi, 1848 (Keresztyén halotti énekek)
- Mrtvecsne nôve molitvi,  1850 kézirat (Új halotti imák)
- Pobo'zne molítvi za poszebno csészt bo'zo, 1853? (Ájtatos imák Isten külön tiszteletére)
- ABC ali Návuk na píszajôcs-cstenyé za szlovenszke vucsevnice vödáni, 1867 (ABC-s tankönyv olvasás-írás tanulására a szlovén/vend tanulók számára)
- Toldi: versusko pripovedávanje, 1921 (A Toldi fordítása)
- Moses i Josua, 1929 (Mózes és Józsué)
- Evangeliomszke vere ino cérkvi obcsinszki prigodi, 1932 (Evangéliumi hitek valamint az egyház általános történetei)